# 木村蒹葭堂

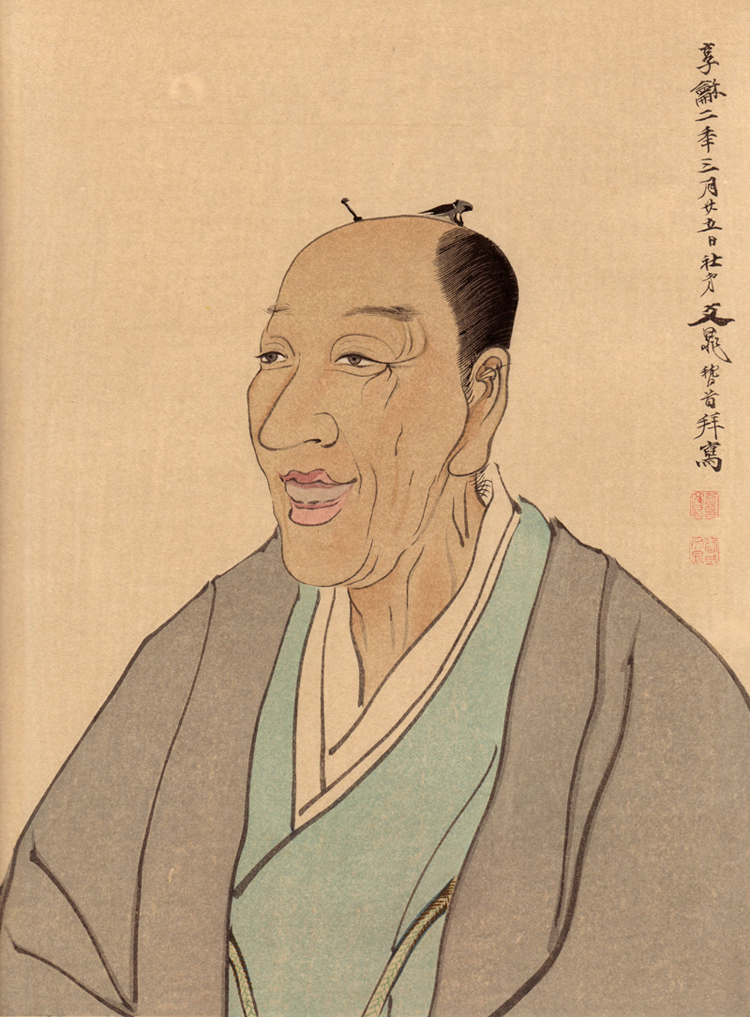
木村蒹葭堂像　谷文晁筆

木村 蒹葭堂（きむら けんかどう、元文元年11月28日（1736年12月29日） - 享和2年1月25日（1802年2月27日））は、江戸時代中期の日本の文人・文人画家・本草学者・蔵書家・収集家。
大坂北堀江瓶橋北詰の造り酒屋と仕舞多屋（しもたや、家賃と酒株の貸付）を兼ねる商家の長子として生まれる。名は孔龔（孔恭）、幼名は太吉郎（多吉郎）、字を世粛、号は蒹葭堂の他に、巽斎（遜斎）、通称は坪井屋（壺井屋）吉右衛門。
蒹葭とは葦のことであり、「蒹葭堂」とはもともとは彼の書斎のことである。庭に井戸を掘ったときに葦が出て来たことを愛でてそのように名付けたもので、後にこの書斎の名をもって彼を呼ぶようになった。

## 生涯

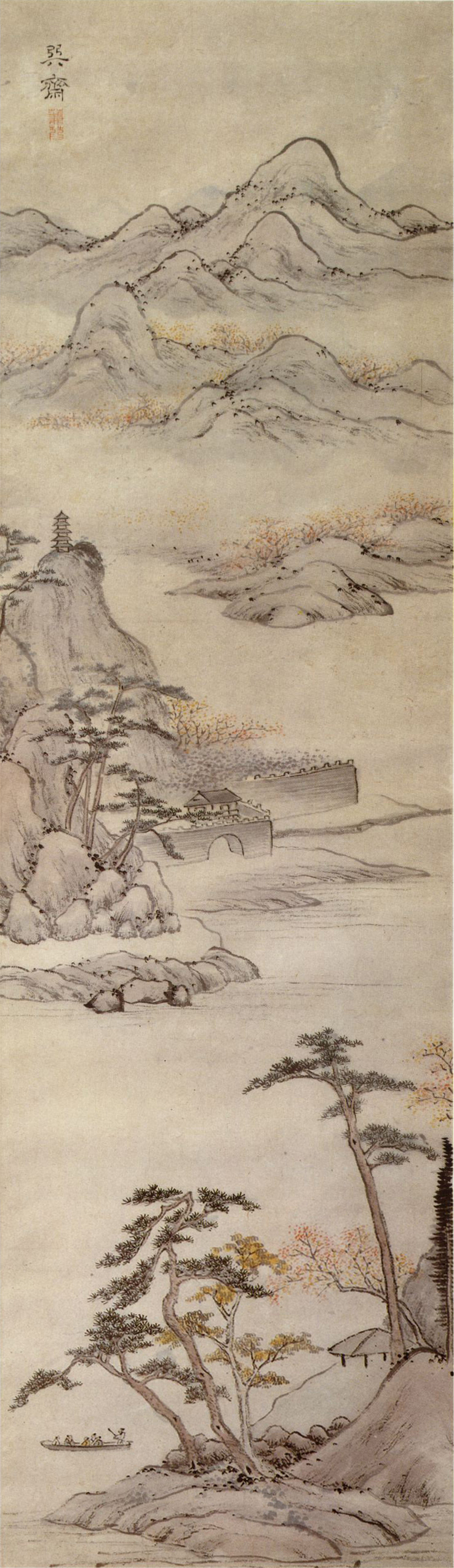
『山水図』 紙本淡彩

蒹葭堂は生まれつき病弱で手がかかる子どもであったので父より草木を植えて心を癒すことを許され、やがて植物や物産への興味に繋がっていく。極めて早熟であり、10代はじめから漢詩や書画の手ほどきを受け、その才能は周囲の大人たちを驚かせた。15歳のとき父を亡くす。家業を継いでからも学芸に励んだ。21歳のとき示子（森氏）と結婚。23歳のとき、後の混沌詩社の前身となる詩文結社蒹葭堂会を主催し、定例会を8年続けた。31歳のとき京都丸山の也阿弥で催された物産会の品評執事を三浦迂斎や木内石亭と務めた。33歳、長女生まれる。
近年「浪速の知の巨人」と称され評価が高いが、事実、本草学・文学・物産学に通じ、黄檗禅に精通し、出版に携わり、オランダ語を得意とし、ラテン語を解し、書画・煎茶・篆刻を嗜むなど極めて博学多才の人であった。また書画・骨董・書籍・地図・鉱物標本・動植物標本・器物などの大コレクターとしても当時から有名であり、その知識や収蔵品を求めて諸国から様々な文化人が彼の元に訪れた。人々の往来を記録した『蒹葭堂日記』には延べ9万人の来訪者が著されている。漢詩人・作家・学者・医者・本草学者・絵師・大名等など幅広い交友が生まれ、個人としては最大の知のネットワーカーとなり、当時の一大文化サロンの主となった。
寛政2年（1790年）55歳のとき、密告により酒造統制に違反（醸造石高の超過）とされてしまう。酒造の実務を任されていた支配人 宮崎屋の過失もしくは冤罪であるか判然としないが、寛政の改革の中で大坂商人の勢力を抑えようとする幕府側の弾圧事件とみるべきだろう。蒹葭堂は直接の罪は免れたが監督不行き届きであるとされ町年寄役を罷免されるという屈辱的な罰を受ける。伊勢長島城主増山雪斎を頼り、家名再興のため大坂を一旦離れ伊勢長島藩領の川尻村(現在の四日市市川尻町)に転居。二年の後に帰坂し、船場呉服町で文具商を営んだ。その後、家業は栄え以前にも増して蒹葭堂は隆盛となった。
享和2年（1802年）歿す。享年67。天王寺区の大応寺に眠る。
彼の死後、膨大な蔵書は幕命により大部分は昌平坂学問所に納められたが、帝室博物館書目に昌平坂学問所の蔵書印が押された蒹葭堂蔵書の一部が確認できるため、いくつかの過程を経て一部散逸してしまったことははっきりしている。昌平坂学問所に納められた大部分は、現在内閣文庫に引き継がれている。
谷文晁による『木村蒹葭堂像』（重文）は彼の死後2ヶ月経過した享和2年3月25日に描かれた。
大正13年（1924年）、従五位を追贈された。第二次大戦前、大阪市によって屋敷の跡地に「蒹葭堂址」碑が建立されたが戦災で亡失。昭和35年（1960年）、大阪市の史跡顕彰事業により顕彰碑として「木村蒹葭堂邸跡」碑が跡地近くの大阪市立中央図書館の南東角地に建てられた。

## 師
- 大岡春卜（日本画：狩野派）5歳 - 6歳のころ
- 柳沢淇園（南画・粉本の模写）8歳
- 片山北海（漢学・漢詩・儒学）11歳
- 津島桂庵（本草学）12歳
- 鶴亭（黄檗山禅僧、南画：花鳥画）12歳
- 池大雅（南画）13歳
- 小野蘭山（本草学・植物学）50歳

## 交友 ・訪問客

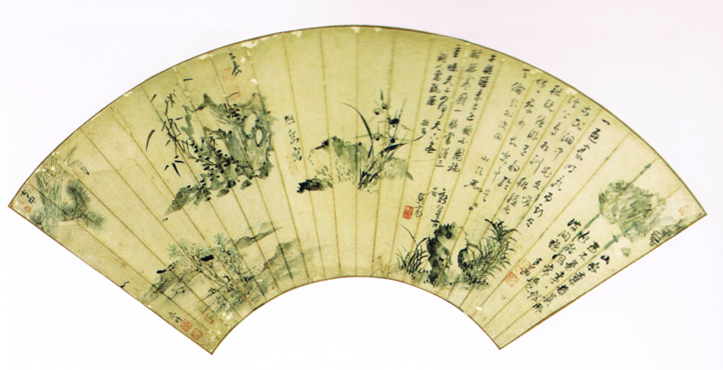
大坂文人合作扇面

- 葛子琴
- 篠崎三島
- 佐々木魯庵
- 江村北海
- 加藤謙斎
- 高芙蓉
- 曽谷学川
- 木内石亭
- 趙陶斎
- 中井竹山
- 加藤宇万伎
- 十時梅厓
- 三好正慶尼
- 福原五岳
- 野呂介石
- 青木夙夜
- 林閬苑
- 上田耕夫
- 森周峯
- 浜田杏堂
- 八木巽処
- 建部綾足
- 龍草廬
- 与謝蕪村
- 伊藤若冲
- 円山応挙
- 大典顕常
- 岡田米山人
- 田能村竹田
- 頼山陽
- 清水六兵衛
- 売茶翁
- 頼春水
- 上田秋成
- 本居宣長
- 佐藤一斎
- 細合半斎
- 皆川淇園
- 山岡浚明
- 高山彦九郎
- 海保青陵
- 司馬江漢
- 大槻玄沢
- 大高元恭
- 小野蘭山
- 青木木米
- 谷文晁
- 浦上玉堂
- 松浦静山
- 朽木昌綱
- 桑山玉州
- 大田南畝
- 草間直方
- 最上徳内
- 六如慈周
- 釧雲泉
- 蠣崎波響
- 大原呑響
- 春木南湖
- ベルンハルト・ケルレル
- 長久保赤水
- 木津屋次郎兵衛

## 作品

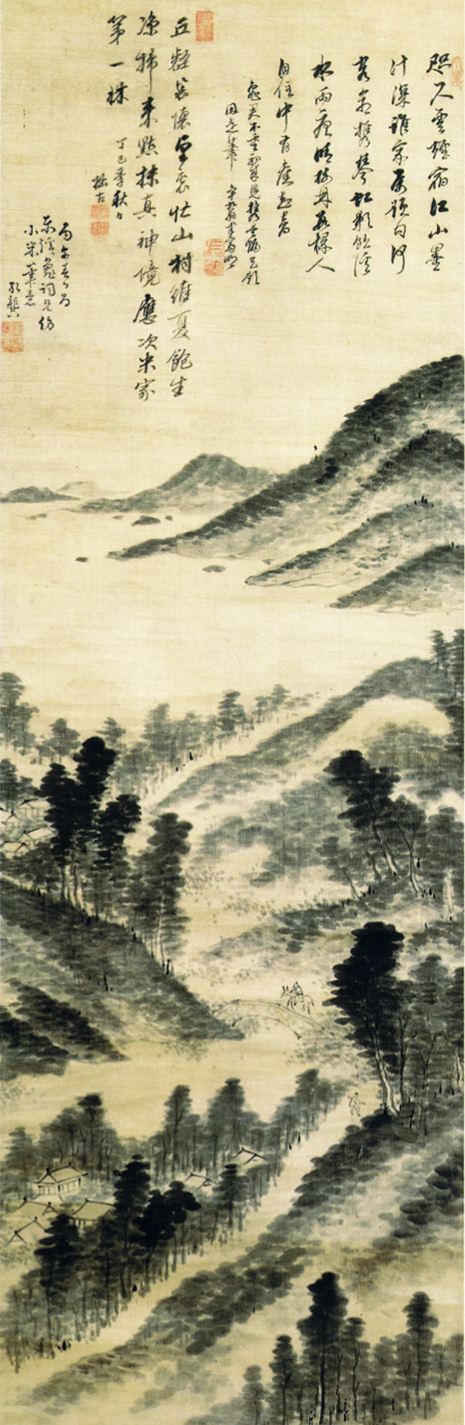
『米法山水図』

- 明和南宗画帖（1769年） 東京国立博物館蔵
- 山水図（1799年） 大阪市立美術館蔵4

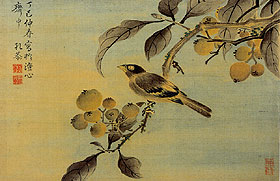
『花鳥図』
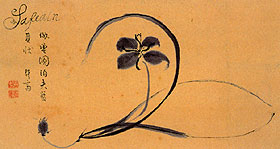
花のスケッチ
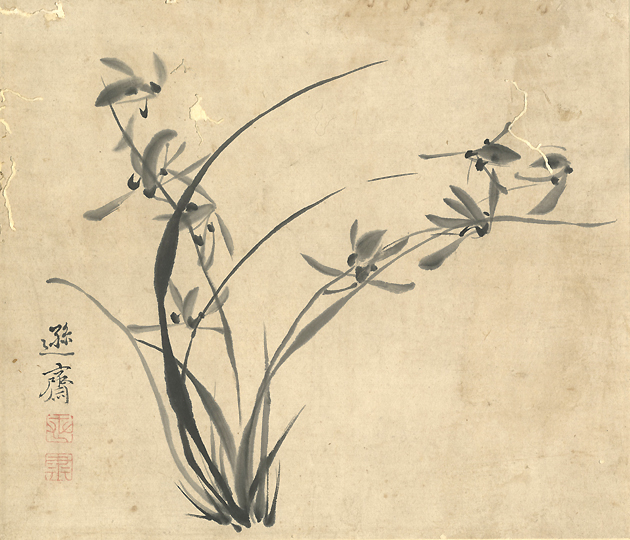
『花図』（水墨）
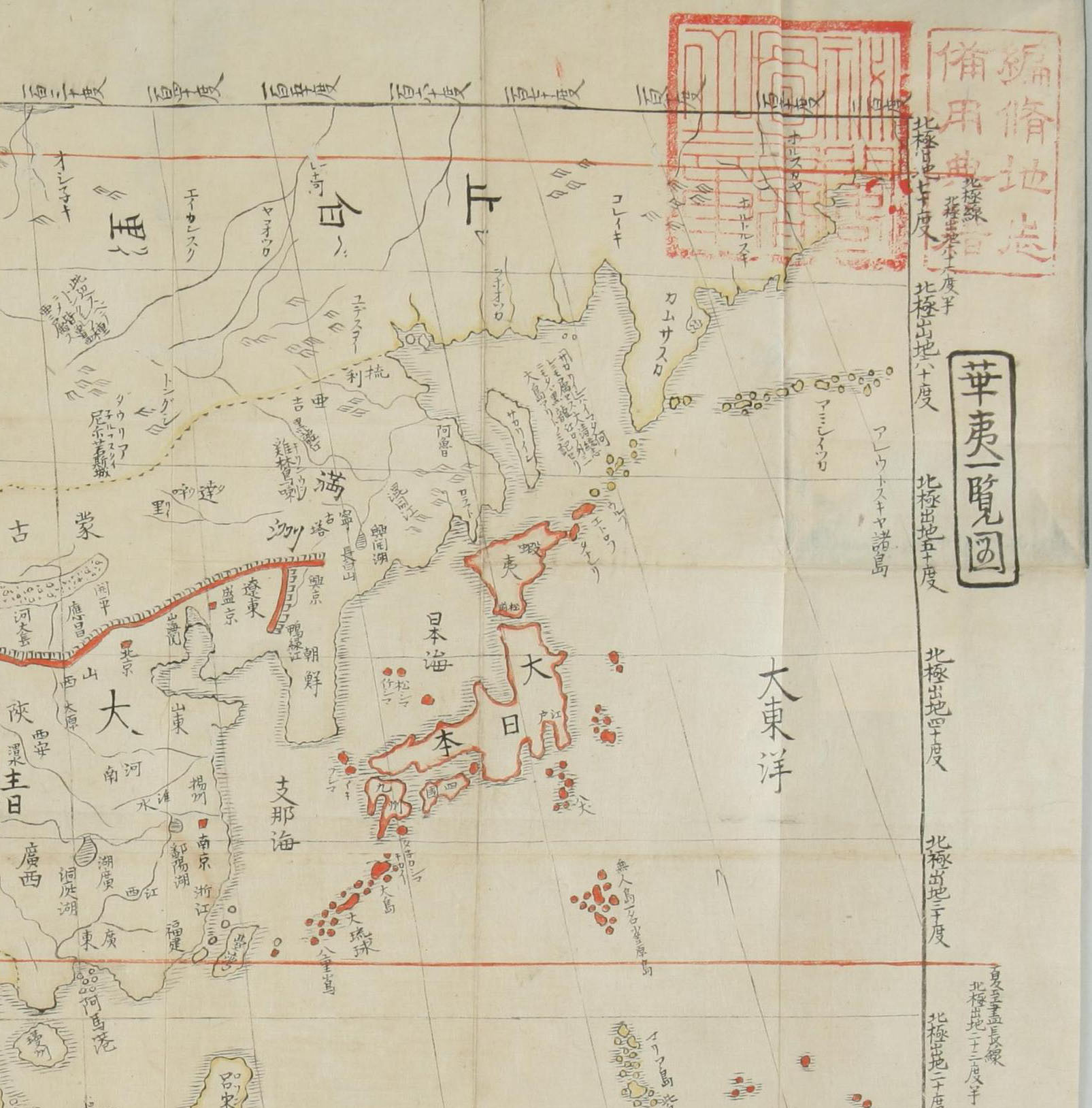
『華夷一覧図』

## 著書
- 『沈氏画塵』
- 『山海名産図会』
- 『本草植物図彙』
- 『一角纂考』
- 『佐渡州物産』
- 『蒹葭堂雑録』暁鐘成撰
  - 『日本随筆大成 第一期 第14巻』吉川弘文館、1993年、新装版2007年
- 『蒹葭堂日記』
  - 『完本 蒹葭堂日記　全集 別巻』水田紀久・野口隆・有坂道子編、藝華書院、2009年
- 『木村蒹葭堂全集』全8巻、藝華書院、2015年9月-。水田紀久・橋爪節也監修

第2巻「本草・博物学」、第8巻「蒹葭堂顕彰・年譜ほか」のみ出版　

## 関連書籍
- 『浄貞五百介図』平賀源内 写（序文を書く）
- 『煎茶訣』清葉集 撰 （叙文を書く）
- 『桃源図』仇英（跋文を書く）
- 『雲根志』木内石亭（仮名序を書く）
- 『蒹葭堂記』 趙陶斎・中井竹山・加藤宇万枝
- 『蒹葭堂雑録』 五巻　鶏鳴舎　暁晴翁
- 『先人旧交書牘　木村蒹葭堂来翰集』混沌会・木村蒹葭堂顕彰会編（和泉書院、2004年）